# 히즈치촌
히즈치촌(日土村)은 에히메현 니시우와군에 설치된 촌이다. 